# Rhoizema spinosum
Rhoizema spinosum är en nattsländeart som beskrevs av Barnard 1934. Rhoizema spinosum ingår i släktet Rhoizema och familjen krumrörsnattsländor. Inga underarter finns listade i Catalogue of Life.